# Energia degli ordigni nucleari
L’energia esplosiva degli ordigni nucleari è la quantità di energia liberata quando un ordigno nucleare viene detonato, espresso nella massa equivalente di trinitrotoluene (TNT) oppure in kilotoni (migliaia di tonnellate di TNT) o megatoni (milioni di tonnellate di TNT), ma a volte anche in Terajoules (1 kilotone di TNT = 4.184 TJ).
Visto che la precisa quantità di energia rilasciata dalla TNT è ed è stata oggetto di misurazioni incerte, soprattutto durante l'era nucleare, la convenzione generalmente accettata è che un kt di TNT equivale a 1012 calorie.
Il massimo rapporto teorico energia/peso per ordigni termonucleari è 25 TJ/kg.

## Esempi di energia rilasciata da alcuni ordigni nucleari
Little Boy e Fat Man, i due ordigni che hanno raso al suolo Hiroshima e Nagasaki nel 1945 hanno rilasciato una energia, rispettivamente, di 13-18 e 18-23 kT.
RDS-1, il primo ordigno nucleare testato dai russi nel 1949, ha sprigionato 22kT, mentre Hurricane, la prima bomba atomica testata dal Regno Unito nel 1952, ne ha liberati 25.
Ivy Mike, la prima bomba all'idrogeno, o bomba H, (testata nel 1952) ha liberato un'energia pari a 10.400 kT, ossia quasi mille volte superiore a quella della bomba di Hiroshima.
Due anni dopo (1954) sempre gli U.S.A. hanno testato Castle Bravo, un dispositivo termonucleare a propellente di fusione solido, che ha liberato 15.000 kT.
Nel 1961 l'URSS ha testato la Bomba Zar (Tsar Bomba o RDS-220), la più potente bomba all'idrogeno sperimentata dall'uomo, che ha liberato 50.000 kT di energia causando effetti devastanti sull'isola di Novaja Zemlja.